# Казевел (Каштру-Верди)
Казе́вел (порт.  Casével) — фрегезия (район) в муниципалитете Каштру-Верди округа Бежа в Португалии. Территория — 33,34 км². Население — 365 жителей. Плотность населения — 10,9 чел/км².